# Maria Rosa de Navas i Escuder
Maria Rosa de Navas i Escuder   (Barcelona, 28 de maig de 1911 - el Port de la Selva, 6 d'octubre de 1979) va ser una ceramista catalana.
Va estudiar al Cercle Artístic de Sant Lluc i a l'Acadèmia Baixas, on va coincidir amb artistes com Josep Guardiola Torregrosa. Va especialitzar-se en la porcellana, material amb el qual va excel·lir com a artista i va exposar individualment a Barcelona, Madrid o París des dels anys 1950. Al novembre de 1950 va fer una exposició de porcellanes a la Galeria d'Art Grifé & Escoda de Barcelona. Va guanyar el premi de l'Acadèmia Internacional de Ceràmica de l'exposició de Canes i les medalles del Saló d'Octubre de Madrid de 1967 i de 1968.
Va treballar per a la Manufacture nationale de Sèvres, una de les principals fàbriques de porcellana europea, per a la qual va crear un gerro i diversos medallons, actualment catalogats.
El Museu del Disseny de Barcelona conserva obres seves.